# Hospic Štrasburk
Hospic Štrasburk byl původně činžovní dům s hostincem v pražských Bohnicích. Klasicistní objekt, který se nachází v Bohnické ulici, která zde zároveň tvoří hranici vesnické památkové zóny Staré Bohnice, je zapsán v Ústředním seznamu kulturních památek České republiky pod číslem 54975/1-1573.

## Historie a popis stavby
Původně měla na místě současného objektu čp. 12 v Bohnicích stát již v 11. století zemanská tvrz, v jejímž areálu byla i nocležna pro kupce, kteří putovali po  obchodní stezce ze severních Čech do Prahy. Toto zařízení, označované jako Dolní dvůr, bylo později přeměněno v zájezdní hostinec.
Současný objekt pochází pravděpodobně z počátku 19. století, pro potřeby nových ubytovacích kapacit byl přestavěn na počátku 20. století. Zprvu zde byla ubytovna místní psychiatrické léčebny, od roku 1998 v objektech někdejšího zájezdního hostince sídlí hospic.
V areálu lze spatřit cenné klasicistní architektonické prvky. Původní klasicistní budovu však značně poznamenala pozdější přestavba na domov pro seniory. Po této přestavbě se z původního objektu zachovala především původní fasáda, stavební jádro budovy a klasicistní vrata. Průčelí památkově chráněné budov někdejšího hostince je osmiosé. V přízemí je segmentový portál s římsou, která je nesená volutovými konzolkami. V patře je nad vstupem umístěná štuková kartuše s vyobrazením maltézského kříže.

## Lazariáni
Lazariáni podporují Hospic Štrasburk. Velkopřevorem je Ludvík Belcredi, velkobailivem Ondřej Farka. Hlavním kaplanem byl do roku 2017 kardinál Miloslav Vlk, nyní tuto pozici zastává biskup Jan Vokál. Velkobailivik se věnuje charitativním aktivitám jak v Česku, kde podporuje obecně hospicovou paliativní péči i další dobročinné organizace včetně obnovy sakrálních objektů, tak i v zahraničí (např. Rwanda, Východní Kongo, projekt Studně pro Afriku, nebo naposledy projekt elektrogenerátorů pro nemocnici v Sýrii) a to napříč ekumenickým spektrem (v hospicu přímo z řad lazariánů působí například katolický lékař MUDr. Vladimír Němec, KLJ či pravoslavný kněz o. Miroslav Šantin, KCLJ).